# دارين لويس (لاعب كرة قدم أمريكية)
دارين لويس (بالإنجليزية: Darren Lewis)‏ هو لاعب كرة قدم أمريكية أمريكي، ولد في 7 نوفمبر 1968 في دالاس في الولايات المتحدة.

## وصلات خارجية
- دارين لويس على موقع مرجع كرة القدم المحترفة.كوم (الإنجليزية)